# 湛兆霖
湛兆霖，OBE，JP（1922年—2022年2月16日），香港已故商人及政治人物，廣東廣州市增城縣人，生於廣州市區。

## 生平
1950年代，湛兆霖曾任香港賽馬會馬主兼業餘騎師策騎獵狐者。1971年起任香港籃球聯會會長，帶領香港籃球隊到外地作賽，並擔任亞洲籃球協會副會長。，同年獲委任為太平紳士，1978年獲頒大英帝國勳章勳銜。1980年代，先後獲政府委任為灣仔區議員及中西區區議員。
湛兆霖曾任遠東交易所董事。1981年，當選為香港聯合交易所副主席。1986年四間交易所合併後，留任聯交所副主席。1988年，曾被香港廉政公署調查。其後無罪釋放。湛兆霖曾任東華三院總理、保良局主席，支持慈善活動，在各地捐辦希望學校、湛兆霖眼科中心等。1996年6月22日，獲廣州市榮譽市民稱號。長子湛佑森。

## 以他本人命名的事物
- 香港路德會增城兆霖學校（原「旅港增城同鄉會兆霖學校」）